# Hildur Lindberg (fotograf)

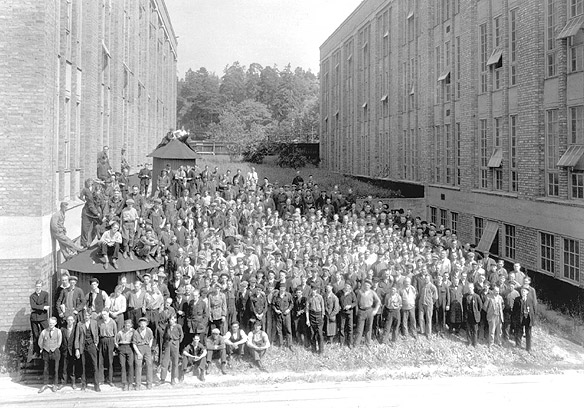
AGA personal 1929 fotograferad av Lindberg.

Hildur Lindberg var en svensk fotograf. Efter utbildning i fotografi började Hildur Lindberg 1915 som industrifotograf på AGA. Hon var företagets första fotograf och arbetade där fram till 1954.